# 第169步兵師 (德國國防軍)
第169步兵師（德語：169. Infanterie-Division）是納粹德國國防軍陸軍的一個步兵師。該師於1939年11月在美因河畔奥芬巴赫組建。
該師組建後，首次作戰為參與1940年入侵法國行動。1941年，該師調至蘇芬邊境，此後一直在東線作戰。
該師最後於1945年4月向苏联红军投降。

## 註腳
1. ↑  Mitcham（2007年）